# 長孫肥
長孫 肥（ちょうそん ひ、生年不詳 - 408年）は、北魏の軍人。本貫は代郡。

## 経歴
代王拓跋什翼犍のとき、13歳で内侍に選抜された。道武帝が独孤部や賀蘭部に身を寄せると、長孫肥は側近に侍従して信任をえた。
387年（登国2年）、莫題らとともに大将となり、道武帝に従って劉顕を討った。388年（登国3年）に濡源から庫莫奚を討ち、390年（登国5年）に賀蘭部を討って、いずれも戦功を挙げた。391年（登国6年）、道武帝が柔然に対する北伐をおこなうと、長孫肥はこれに従軍し、大磧の南の牀山のふもとで柔然を撃破した。長孫肥は長孫嵩とともに柔然を追撃し、平望川で柔然の部帥の屋撃を捕らえて斬った。涿邪山まで進軍して、匹候跋を降した。また道武帝に従って劉衛辰や薛干部を撃破した。394年（登国9年）、柔然の別主の縕紇提の子の曷多汗らがその部落を率い、縕紇提を捨てて西走すると、長孫肥は軽騎を率いてこれを上郡まで追って、曷多汗を斬った。
396年（皇始元年）、道武帝が後燕を討つと、長孫肥は中領軍将軍として従軍した。道武帝が晋陽に迫り、後燕の遼西王慕容農が晋陽を棄てて逃走すると、長孫肥はこれを追って蒲泉まで進み、その妻子を捕らえた。397年（皇始2年）、道武帝が中山を包囲しようとすると、慕容宝は中山城を棄てて和龍に逃亡した。長孫肥は左将軍の李栗とともに3000騎を率いてこれを追い、范陽まで進んだが、追いつけずに帰還した。後燕の研城戍を落として、1000人あまりを捕虜とした。中山城内の人が慕容詳を主に立てると、道武帝はこれを包囲した。慕容詳は歩兵1000人あまりを出して、包囲突破の隙をうかがおうとした。長孫肥は道武帝の命を受けて戦いを挑み、偽って後退すると、慕容詳の歩兵が長孫肥の軍を追ってきたため、道武帝がその後背を遮断して、ことごとく捕斬した。魏軍の食糧が不足してきたため、道武帝は中山の包囲を解いて、河間で食糧を集めた。慕容麟が慕容詳を殺して自立すると、道武帝は魯口に進軍し、長孫肥は7000騎を率いて中山を襲い、城の外郭に入って撤退した。慕容麟は4000の兵を率いて長孫肥を泒水まで追った。長孫肥は流れ矢に当たって重傷を負い、帰還した。中山が平定されると、長孫肥は軍功により琅邪公の爵位を受けた。衛尉卿に転じ、盧郷公に改封された。
399年（天興2年）、中山郡太守の仇儒が趙郡に逃れ、群盗の趙準を主に推して反乱を起こした。趙準は使持節・征西大将軍・青冀二州牧・鉅鹿公を自称し、仇儒は長史となり、2000人あまりを集めて関城に拠り、丁零を引き入れ、北魏の官吏を殺害して、常山・鉅鹿・広平の諸郡を扇動した。長孫肥は3000騎を率いて反乱軍を討ち、九門で趙準を破り、仇儒を斬り、趙準を生け捕りにして平城に送った。
鎮遠将軍・兗州刺史に任じられた。401年（天興4年）、2万の兵を率いて南征し、許昌を経て、彭城にいたった。東晋の将軍の劉該が長孫肥のもとに使者を立てて降伏を願い出た。402年（天興5年）、後秦の姚平が平陽に侵攻してくると、長孫肥は毗陵王拓跋順らとともに6万騎を率いて先鋒をつとめた。道武帝が永安に進軍すると、姚平が精鋭を率いて挑戦してきたため、長孫肥はこれを迎撃した。姚平は柴壁に退却し、道武帝が進攻して柴壁を落とした。長孫肥は凱旋して兗州にもどった。
長孫肥の河南統治は官吏や民衆の心をとらえて、その威信は淮水や泗水の流域にまで及んだ。長孫肥の驍勇は諸将に冠し、戦闘では必ず兵士の先頭に立った。後に長孫肥は藍田侯に降封された。408年（天賜5年）、死去した。諡は武といった。遺体は金陵に陪葬された。

## 子女
- 長孫翰（後嗣）
- 長孫受興（太武帝のときに赫連昌討伐に従軍し、長進子・河間郡太守となった）
- 長孫陳（? - 455年、太武帝のときに北燕や北涼に対する征戦に従軍し、駕部尚書・北鎮都将、文成帝のときに呉郡公・安東将軍）
- 長孫蘭（太武帝のときに赫連昌討伐に従軍し、睢陽子・奮武将軍、散騎常侍・北部尚書、豫州刺史）

## 伝記資料
- 『魏書』巻26 列伝第14
- 『北史』巻22 列伝第10